# مورالجا
مورالجا (به اسپانیایی: Moraleja) یک منطقهٔ مسکونی در اسپانیا است که در Sierra de Gata (comarca) واقع شده‌است. مورالجا ۱۲۴٫۵۴ کیلومتر مربع مساحت دارد ۲۶۱ متر بالاتر از سطح دریا واقع شده‌است.

## خواهرخوانده
شهر Ovar خواهرخواندهٔ مورالجا هست.